# Tatsuya Tanaka
Tatsuya Tanaka (født 27. november 1982) er en japansk fodboldspiller.

## Japans fodboldlandshold
| Japans landshold | Japans landshold | Japans landshold |
| År               | Kmp              | Mål              |
| ---------------- | ---------------- | ---------------- |
| 2005             | 2                | 1                |
| 2006             | 4                | 0                |
| 2007             | 2                | 0                |
| 2008             | 4                | 1                |
| 2009             | 4                | 1                |
| Total            | 16               | 3                |